# Клинск (Калинковичский район)
Клинск (бел. Клінск) — деревня в Якимовичском сельсовете Калинковичского района Гомельской области Беларуси.
В 3 км от деревни находится памятник природы — плантация ландыша обыкновенного (вокруг городища, около 10 га).

## География
Деревня расположена в 13 км на северо-запад от Калинкович и в 137 км от Гомеля.
На востоке деревни Клинск протекает река Ипа (приток реки Припять).

## Транспортная сеть
Железнодорожная станция (на линии Гомель — Лунинец). Транспортные связи по просёлочной, затем автомобильной дороге Гомель — Лунинец. Планировка состоит из чуть изогнутой улицы, ориентированной с юго-востока на северо-запад, к которой с юга и севера присоединяются переулки. Застройка двусторонняя, деревянная усадебного типа.

## История
Обнаруженное археологами городище (в 3 км на север от деревни, в урочище Городинка) свидетельствует о заселении этих мест с давних времён. Современная деревня по письменным источникам известна с XVIII века как селение в Мозырском повете Минского воеводства Великого княжества Литовского.
После 2-го раздела Речи Посполитой (1793 год) в составе Российской империи. В 1850 году во владении помещика Толстого. С вводом в эксплуатацию в феврале 1886 года железной дороги Лунинец — Гомель начал действовать железнодорожный разъезд. Согласно переписи 1897 года в Дудичской волости Речицкого уезда Минской губернии. В 1912 году открыта школа, которая разместилась в наёмном крестьянском доме, в 1924 году для неё построено собственное здание.
С 21 августа 1925 года до 1939 года центр Клинского сельсовета Калинковичского, с 27 сентября 1930 года Мозырского, с 3 июля 1939 года Калинковичского района, Мозырского (до 26 июля 1930 года и с 21 июня 1935 года по 20 февраля 1938 года) округа, с 20 февраля 1938 года Полесской области.
В 1929 году организован колхоз, действовала начальная школа (в 1935 году 90 учеников). Во время Великой Отечественной войны захвачен немецкими войсками, а 14 января 1944 года освобожден от немецкой оккупации частями 75-й гвардейской стрелковой дивизии . В мае 1944 года жители из деревни, которая находилась в прифронтовой полосе, были переселены в деревню Рудня Горбовичская, где они размещались до начала операции «Багратион» и когда военные действия переместились далеко от этих мест. 70 жителей погибли на фронте. Согласно переписи 1959 года в составе колхоза «Ленинская Искра» (центр — деревня Якимовичи), располагались отделение связи, начальная школа, библиотека, фельдшерско-акушерский пункт, магазин.

## Население

### Численность
- 2004 год — 116 хозяйств, 252 жителя.

### Динамика
- 1795 год — 14 дворов.
- 1850 год — 16 дворов.
- 1897 год — 54 двора, 373 жителя (согласно переписи).
- 1908 год — в деревне 68 дворов, 482 жителя, на железнодорожный разъезде 14 жителей.
- 1959 год — 716 жителей (согласно переписи).
- 2004 год — 116 хозяйств, 252 жителя.